# Pestújhely
Pestújhely egykor önálló község Pest-Pilis-Solt-Kiskun vármegyében, a Váci járásban, jelenleg Budapest XV. kerületének városrésze.

## Fekvése
A településrészt nyugaton Rákospalota, észak-északkeleten Újpalota, Délen a XIV. kerületi Alsórákos határolja.
Határai: Gazdálkodó utca a Bánkút utcától – a Pörge utca délkeleti oldalán levő telkek déli oldalát összekötő vonal – Szerencs utca – Hősök útja – Madách utca – Drégelyvár utca – MÁV Körvasút – Árvavár utca – Adria utca – Őrjárat utca – Mézeskalács tér területe az északkeleti oldalon álló épületek kivételével – Bánkút utca a Gazdálkodó utcáig.

## Története
Pestújhely elődtelepülése, a Széchenyi-telep Rákospalota területén jött létre az 1890-es évek végén. A terület nagyobbik részén tüzérségi gyakorlótér terült el, egyébként a környék mezőgazdasági művelés alatt állt és Járandó-dűlő néven volt ismert, illetve használatos még az Újszántó, Újmező elnevezés is – vagyis lakatlan volt. 1896-ban a katonaság a terület kisajátítását kezdeményezte, és szerény összegű vételi ajánlatot tett Rákospalota elöljáróságának. A palotaiak azonban nem akarták áron alul átengedni a földet, ezért Veszelovszky Béla palotai főjegyző és Bezsilla Nándor ügyvéd Crouy Chanel Endre gróf együttműködésével 1896 december 29-én megvásárolták a területet. Később a parcellázás és az értékesítés feladatai Bezsillára hárultak, mivel gróf Crouy Chanel kihátrált a tranzakcióból. A telep benépesülése, az első lakóházak felépítése az 1890-es évek végére esett.
A Széchenyi-telepre keresztelt, kezdetben nyaralótelepnek szánt városrész távol esett Palota központjától. Infrastruktúrája csak terveken létezett, nem voltak burkolt utak, járda, víz, nem voltak intézmények: iskolák, templomok, mindenért a kilométerekkel távolabbi Rákospalotára kellett utazni. A parcellázásból befolyó bevételek zöme Palotára került, ám a távoli Széchenyi-telep fejlesztésének nem volt látszatja. Az egyre növekvő feszültség egy útépítés kapcsán eszkalálódott: míg a Széchenyi-telepiek a Kolozsvár utca vonalában szerettek volna kiépített, szilárd burkolatú utat, a palotai képviselőtestület a Rákos út burkolása mellett döntött 1908-ban, amivel az 1905 óta szervezkedők számára megadta a végső lökést az elszakadás kezdeményezésére.

### Az önállóság kezdete

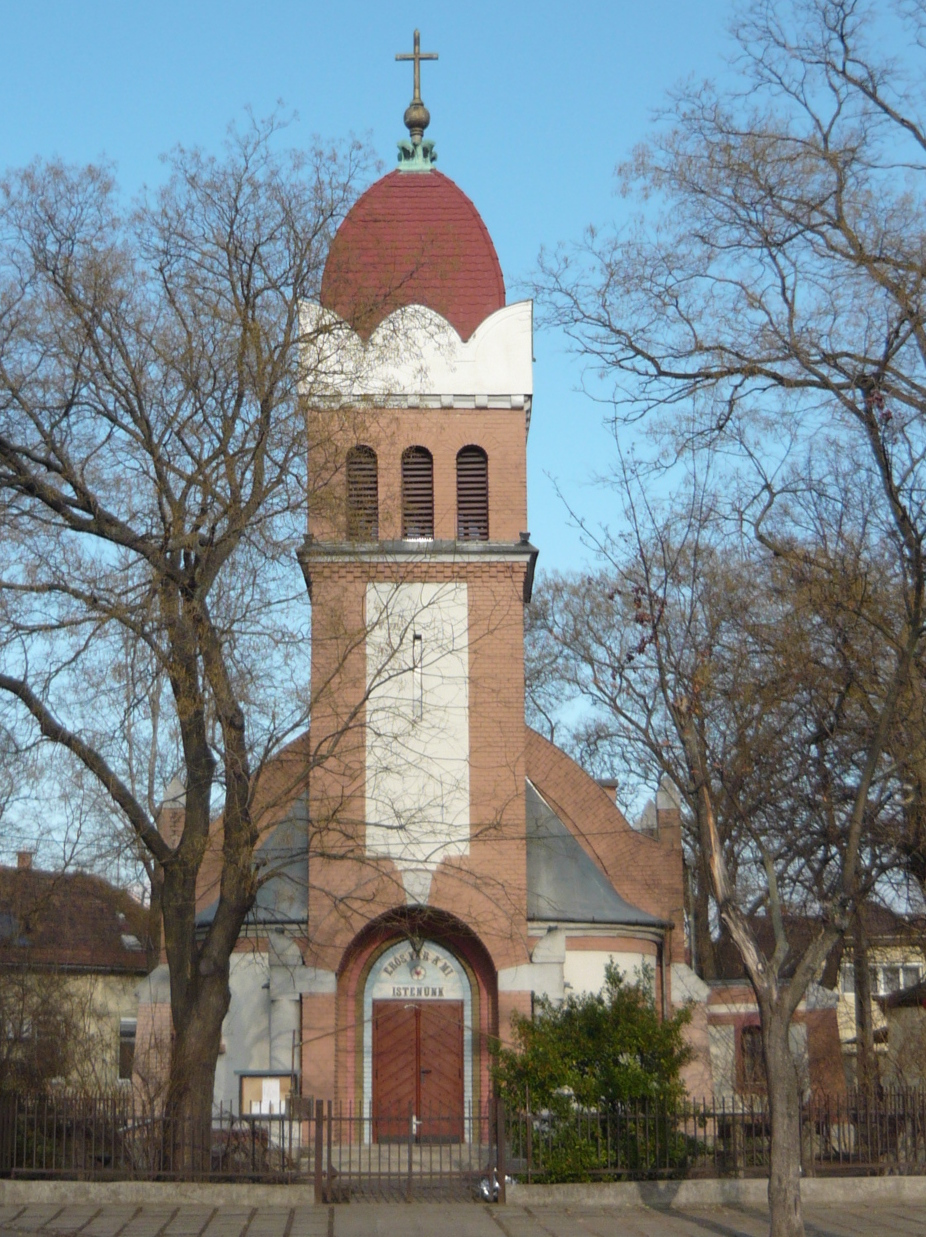
A Templom téri evangélikus templom

1909. január 9-én kérelmezték önálló községgé alakulását (a kérelmet Gerecze Péter és társai néven adták be). 1909. október 27-én került kiadásra az ezt engedélyező belügyminisztériumi rendelet, 30 napos határidőt adva az önállóság elfogadására vagy annak visszautasítására. Ennek alapján Bezsilla Nándor 1909. november 15-én este 7 órára az akkori Simon-féle sörözőbe (ma az Árvavár utca és a Bezsilla Nándor utca sarkán lévő Femina söröző) széles körű gyűlést hívott egybe. A jelen lévők elnökül egyhangúlag dr. Szücs Istvánt választották meg, majd ugyancsak egyhangúlag kimondták, hogy az önállósulást választják, és 27 tagú szervező bizottságot alakítottak. E bizottság készítette elő a helyi választást, melyre 1910. március 8-án került sor, ahol 20 rendes és 5 póttagot választottak a községi képviselő-testületbe. A 40 tagú testület másik fele a törvény szerint az új község 20 legnagyobb adófizetője lett, a helyi virilisták.

### Az önállóság évei
Pestújhely sajátos helyzetben volt, mivel talán Magyarország egyetlen olyan települése volt, melynek nem volt külterülete. A település minden négyzetcentiméterét felparcellázták, így itt mezőgazdasági termelés egyáltalán nem folyt. A település lakosságának a zöme munkás, kistisztviselő vagy értelmiségi volt. A község kivételes helyzetben volt az oktatás terén, ugyanis közismert polgára volt Szücs István oktatáspolitikus, államtitkár, aki valamennyi helyi oktatási intézmény létesítéséhez, fenntartásához, bővítéséhez jelentős államsegélyeket járt ki. Az ő révén, a helyi iskolaügy támogatásáért neveztek el utcát Molnár Viktorról is.
Pestújhely legsúlyosabb tragédiája a II. világháború idején, 1944. szeptember 19-én történt: egy szövetséges légitámadás során tévesen a településre dobott, ám fel nem robbant hatalmas bombát a községházára szállítottak, ahol az a szakszerűtlen hatástalanítási kísérlet következtében felrobbant. Máig nem tudni pontosan hány áldozata volt a pusztító erejű robbanásnak, de mivel épp nők – többen a gyerekeikkel – álltak sorba élelmiszerjegyekért, az áldozatok zöme nő és kisgyerek volt. A robbanás során teljesen megsemmisült a régi községháza, melynek helyén ma egy kis sarokteleknyi park található, mely Emlék tér néven ismert. A második világháború 1945. január 10-én ért véget a település lakói számára.

### Az önállóság vége
Pestújhely mint önálló település 1949. december 31-én megszűnt, mivel 1950. január 1-jén Budapesthez csatolták, ahol a Rákospalotából létrehozott új XV. kerület része lett.

## Kultúra
A Pestújhelyi Ipartestület székházát 1929 utolsó napján nyitották meg, s ez az épület, illetve intézmény az egyesület 1949-es feloszlatásáig a település legjelentősebb, színházteremmel is bíró kulturális helyszíne volt. Az épületet a két világháború között a helyi egyletek, egyesületek, egyházi körök által szervezett rendezvények töltötték meg. A székházat államosították, rövid ideig József Attila Művelődési Otthon (becézve: JÁKÓ), majd 1965-től Zalka Máté Művelődési Ház néven működött az 1970-es években történt bezárásáig. Az épület ma üresen áll. A városrész helytörténeti gyűjteménye a Pestújhelyi úton működő Rákospalotai Múzeumban található.

## Közlekedés
Kezdetben a Budapest határáig (Öv utcáig) közlekedő 67-es villamos volt az egyetlen tömegközlekedési eszköz, amivel – hosszú gyaloglás beiktatásával – el lehetett érni a települést (a vonalat majd csak 1947. augusztus 2-án hosszabbítják meg a MÁV-telepig). 1913. január 1-jén indult egy, a BHÉV által üzemeltetett villamosjárat Rákospalota, Rákosszentmihály és Sashalom összekötésére, ami később 69-es jelzéssel közlekedett 1970-ig. 1925-ben adták át a zuglói Erzsébet királyné útját és a rákospalotai Kolozsvár utcát összekötő, a körvasút alatt átbújó aluljárót (valójában vasúti hidat). 1928 október 22-én állt meg először személyszállító vonat a körvasút menti Pestújhely vasútállomáson, ami az 1940-es évek végéig jelentett közvetlen vasúti összeköttetést Budapesttel. 1929. november 30-án indult 24-es jelzéssel az első autóbuszjárat, mely közel azonos pestújhelyi útvonalon ma is jár 124-esként. Ezt követően már csak az 1945 utáni közlekedésfejlesztések következtek, melyek közül a legismertebb a szorosan Pestújhely mellé épült Újpalotai lakótelepnek épült és 1973 december 19-én átadott, a most Drégelyvár utcának hívott út folytatásaként kialakított felüljáró.

## Sportélete
A legrégebben alapított női labdarúgó-egyesület, a sokszoros bajnok  1. FC Femina székhelye. A település kerület-szerte jól ismert sportklubja a Pestújhelyi Sport Club, rövidítése alapján kiejtve: a "PöSöC".

## Itt születtek, itt éltek
- Peterdi Gábor magyar származású amerikai festő, grafikus 1915. szeptember 17-én itt született.
- Szára István orvos, kémikus, aki elsőként tanulmányozta tudományosan az N, N- dimetil- triptamin (DMT) pszichotrop hatásait, az 1950-es évek közepén önkéntesekkel végzett kutatásaival.
- Antall József miniszterelnök 1932. április 8-án itt született.
- Bezsilla Nándor ügyvéd, Pestújhely alapítója itt élt, majd itt hunyt el 1917. december 23-án.
- Baráth Zoltán biológus, egyetemi tanár 1924. március 1-jén itt született.
- Gerecze Péter történész, Pestújhely elszakadási mozgalmának egyik motorja itt élt, és itt hunyt el 1914. november 2-án.
- Bors Emil pécsi jogászprofesszor (1846-1919) épített magának itt nyaralót, ami a mai napig áll, Bors-villa néven ismert
- Kovács Magda (1937-2018) magyar zongoraművész, ének- és zenetanár, a Magyar Zenei Kulturális Alapítvány kuratóriumának tagja.
- Itt halt meg 1931. július 5-én Geisler Eta hímzőnő, illegális kommunista agitátor.[16]